# Jack-London-See
Der Jack-London-See (russisch Озеро Джека Лондона) ist ein See in der Oblast Magadan im Fernen Osten Russlands.
Er liegt auf rund 800 Meter über dem Meeresspiegel im weitgehend unbewohnten Annatschag-Gebirge, erstreckt sich von Südosten nach Nordwesten über eine Länge von rund 10 Kilometern und gehört zum Einzugsgebiet der Kolyma. Der See liegt etwa 50 Kilometer südlich der Siedlung städtischen Typs Jagodnoje. Sein Abfluss Kjujol-Sijen mündet nach gut 15 Kilometern von links in den Kolyma-Stausee.
Benannt wurde der zuvor namenlose See 1932 vom sowjetischen Geologen Pjotr Skornjakow (1909–1953) nach dem amerikanischen Schriftsteller Jack London (1876–1916).